# Opere di Luigi Albertini
Saggi
- La questione delle otto ore di lavoro, Torino, F.lli Bocca, 1894 (versione digitalizzata)
- Le origini della guerra del 1914, Collana Biblioteca di scienze moderne n.129, Milano, Bocca, 1942-1943; Gorizia, LEG, 2010-11, 2019. Essa comprende:
  - volume I: Le relazioni europee dal Congresso di Berlino all'attentato di Sarajevo.
  - volume II: La crisi del luglio 1914: dall'attentato di Sarajevo alla mobilitazione generale dell'Austria-Ungheria.
  - volume III: L'epilogo della crisi del luglio 1914: le dichiarazioni di guerra e di neutralità.
- In difesa della libertà: discorsi e scritti, Milano, Rizzoli, 1947. (versione digitalizzata)
- Venti anni di vita politica. (cinque volumi), Bologna, Zanichelli, 1950-1953. Comprende:

Parte prima. L'esperienza democratica italiana dal 1898 al 1914.
Volume I. 1898-1908
Volume II. 1909-1914
Parte seconda. L'Italia nella Guerra mondiale.
Volume I. La crisi del luglio 1914, la neutralità e l'intervento.
Volume II. Dalla dichiarazione di Guerra alla vigilia di Caporetto. (Maggio 1915- Ottobre 1917).
Volume III. Da Caporetto a Vittorio Veneto: ottobre 1917-novembre 1918.
Epistolari
- Epistolario: 1911-1926, a cura di Ottavio Barié, Milano, A. Mondadori, 1968. Comprende:
  - Dalla guerra di Libia alla Grande Guerra.
  - La Grande Guerra.
  - Il dopoguerra.
  - Il fascismo al potere.
- I giorni di un liberale. Diari 1907-1923, a cura di L. Monzali, Collezione Storia/Memoria, Bologna, Il Mulino, 1999, ISBN 978-88-150-6701-2.
- Luigi Einaudi-Luigi Albertini: lettere (1908-1925), a cura di Marzio Achille Romani, prefazione di Mario Monti, Milano, Fondazione Corriere della Sera, 2007.
- Il ricordo del viaggio, un carteggio familiare di Luigi Albertini: 1921-1922, a cura e con l'introduzione di Paola Magnarelli, Macerata, Eum, 2007.
- "Mussolini ha deciso di internarmi col piccino". Lettere di Ida Dalser a Luigi Albertini. 1916-1925, a cura di Lorenzo Benadusi, Milano, Fondazione Corriere della Sera, 2010, ISBN 978-88-96820-03-2.

Questa pagina contiene un'analisi critica delle opere di Luigi Albertini.

## Le origini della guerrae iVenti anni
L'opera di Albertini, Le origini della guerra del 1914, rimane ancora oggi il più autorevole, documentato e completo lavoro storiografico dedicato all'argomento.

Sotto il profilo della finalità ideologica, Luigi Albertini è stato esplicito: "Mi sono dilungato nell'esame delle cause della sconfitta romena perché in quest'opera, la quale si propone un fine politico, è opportuna la dimostrazione delle sciagure che può produrre l'infatuazione nazionalistica". L'uso di un termine di valore antropologico come "infatuazione", anziché "ideologia", aiuta a capire come Albertini sentisse l'identità nazionale come un'identità personale dotata dei vizi e delle virtù di un corpo. Nelle sue pagine sarebbe impossibile trovare parole come quelle con cui Gaetano Salvemini, citando Cattaneo, tese sempre ad interpretare i vizi delle forze politiche come distorsioni ideologiche, miste di realismo e d'immaginazione - e dunque come distorsioni soltanto mentali: "Non esiste nessun programma politico il quale non sia inquadrato, sorretto, animato da una ideologia. Anche il nazionalismo, anche l'imperialismo sono ideologie. (...) Vi sono ideologie intelligenti che ci aiutano a comprendere e a classificare senza sforzi e senza storture le nuove esperienze ..., e vi sono ideologie imbecilli che contrastano con la realtà ...". Albertini preferisce non menzionare la parola "ideologia" neppure nell'accezione negativa del termine, e parla, quando raramente gli occorre, di "idealità". Preferisce spiegare le reazioni dell'opinione pubblica riferendosi a generici stati umorali e sentimentali - sui quali, tuttavia, non si sofferma per attenersi con lucidità alle cronache.
Sotto il profilo dello svolgimento tematico, le due principali opere storiografiche di Albertini si possono considerare come il complemento di centro-destra rispetto alla storiografia di centro-sinistra di Gaetano Salvemini. Il loro valore formativo non ideologico bensì tecnico, professionale, è di primissimo piano - tanto, che la loro lettura meriterebbe di entrare obbligatoriamente nei programmi delle Facoltà di Scienze Politiche sotto l'insegna della speciale materia "Scrittori Politici Italiani". Durante i decenni del secondo dopoguerra, che hanno visto dominare nei nostri programmi universitari le storiografie crociana oppure marxista, il ruolo formativo della storiografia democratico-liberale autoctona è rimasto adespoto, e il vuoto creato dalla noncalanza è stato colmato mediante riferimenti esteri, per lo più anglo-americani e francesi. Ma i posti di guida italiani non sono mai stati affatto vacanti, bensì semplicemente trascurati.
Altro aspetto assai importante che accomuna le caratteristiche delle due attività albertiniana e salveminiana è la promozione del professionismo giornalistico al rango di grande storiografia. Si tratta di un fenomeno prettamente novecentesco, sconosciuto ai due secoli precedenti: nei quali il professionismo accademico ha sprezzato in linea di principio il valore di fonte delle cronache non memorialistiche. L'avvento e i progressi del giornalismo dovevano rendere inevitabile il fenomeno della sua trasformazione in storiografia; ma sebbene in altri paesi esso fosse già più progredito e qualificato che da noi, si può senz'altro affermare per semplice constatazione che in Italia i Salvemini e gli Albertini sono arrivati ben prima dei Cartier e degli Shirer, e con opere non certo meno consistenti e pregevoli.
Le origini della guerra del 1914 sono il frutto di una seria resipiscenza dell'autore, già impegnato nella redazione dei Venti anni di vita politica. Ad Albertini non dovette sembrare sufficiente inserire un evento di tanta portata nello sviluppo della nostra vita nazionale senza dargli un solido fondamento suo proprio mediante una trattazione della storia generale europea, dalla quale esso era scaturito. Il baricentro del rapporto fra i due assi storiografici italiano e mondiale subì in tal modo un importante spostamento in senso internazionale; e la trattazione della Grande Guerra nei tre volumi della seconda parte dei Venti anni si giovò assai del brillantissimo tirocinio diplomatico, saggistico, giornalistico e memorialistico esperito con il lavoro intercorso sulle Origini.
Se la lettura delle Origini rappresenta un eccellente tirocinio internazionalistico anche per il lettore, come fu per l'autore, bisogna però concludere che i Venti anni sono opera di maggiore valore formativo per lo spirito, per la mentalità, per la destrezza e per la competenza politecnica di un giovane esordiente alla grande vita politica. Ciò che diversamente, del resto, non avrebbe potuto essere. Non che la sua esposizione della vita nazionale sia completa - o altrimenti non ci sarebbe bisogno di cercargli complementi in Salvemini o in Nitti. È abbastanza comprensibile che la ricerca in un perfetto liberale di una maggiore comprensione per i problemi sociali diversi dal mantenimento dell'ordine pubblico rimanga troppo spesso delusa - ma non altrettanto comprensibile è la vera e propria reticenza che circonda i rari accenni alle questioni tributarie. Per chi abbia letto le memorie di Lloyd George, poi, anche l'aspettativa di una trattazione dei problemi riguardanti l'approvvigionamento commerciale dall'estero e la produzione industriale, nonché l'organizzazione dei trasporti e della sussistenza, resta delusa per ragioni meno comprensibili. Si capisce che Albertini era un liberale per idealità e per cultura politecnica diretta, esercitata in modo effettuale, conclusivo, mentre aveva meno interesse per i troppo aleatori svolgimenti di largo raggio e di lungo periodo.
Muovendosi sull'esagono dei principali vertici della grande vita politica (diplomatico, parlamentare, militare, sociale, finanziario, produttivo) Albertini è un grande maestro nei primi tre, che predilige: sempre precisissimo e persino insistente, ripetitivo - ciò che non nuoce mai alla lettura, rendendola appassionante col cadenzare l'anamnesi. Per l'indagine diplomatica egli è pari a Salvemini, che cita sempre con giudizio consenziente; ma per le cronache parlamentari lo può largamente superare nella sprezzante descrizione, sempre meticolosamente argomentata, della paludosa maggioranza giolittiana. E per le alternative strategiche militari della guerra, nonché persino per le dispute sulla tattica, il lettore trova in Albertini il primo chiaro sunteggiatore di quesiti che erano già stati focosamente disputati negli anni della guerra e del dopoguerra, e che vengono discussi ancora oggi in termini non diversi - ma senza mai menzionare il suo nome.
Le mancanze negli interessi di Albertini si possono senz'altro giudicare con indulgenza, qualora la sua opera venga messa a confronto con opere straniere di pari importanza. Nessuno scrittore anglo-americano presenta uno spettro di interessi altrettanto ampio né, soprattutto, variato secondo la rapsodia delle contingenze (come quando, frequentemente, l'autore si preoccupa di spiegare sviluppi diplomatici con sviluppi parlamentari, o militari, o autoritari - e viceversa). Sotto questo riguardo sinfonico, le sole memorie di Lloyd George possono essergli lontanamente paragonate - ma non le memorie assai più celebri di De Gaulle e di Churchill, troppo poco politecniche. Quanto ad un confronto con Poincaré, la differenza consiste nel fatto che le sue sono memorie personali - e fra le più soggettive. Non si trovano in Albertini (né, del resto, in Churchill o De Gaulle) giudizi ravvicinati di carattere come, per esempio, questo su Aristide Briand: "Il excellait dans la conciliation des contraires et dans l'art des adaptations successives. Il semblait avoir des organes sensoriels secrets pour flairer les occasions, pressentir les événements, sonder la pensée d'un interlocuteur et dégager l'opinion moyenne d'un auditoire". Albertini giudica le persone soltanto coi fatti e le azioni. Per trovare qualche accenno d'una sua linea soggettivistica di giudizio rispetto ai grandi autori stranieri (o allo stesso Salvemini, del resto) bisogna, semmai, leggere le parole con cui ha contratto il suo impegno storiografico con i sentimenti della parte più virile della nostra nazione: "Accanto alla storia esteriore, cioè diplomatica, militare ed economica della guerra, c'è una storia del suo andamento morale, interiore, che non ha minore importanza dell'altra, che ad ogni modo offre un intenso interesse a chi l'ha vissuta e ne ha conosciuto tutte le ansie e tutte le speranze. Un punto da fissare di questa storia per gli Italiani è che la fiducia in noi era forse eccessiva, tale cioè da non farci render conto dei pericoli che ci sovrastavano e dei quali l'ora stava per suonare". Se non che nel corso dell'opera il lettore s'imbatte anche in giudizi ben diversi - così che essi, nell'insieme, ne costituiscono l'insolito pregio rispetto a narrazioni di tono olimpico o stentoreo.

## Il lascito dei quesiti politici e costituzionali
Se ci si domanda che cosa rimanga ancora discutibile del suo liberalismo, al di là della proclamazione ideale e del tirocinio storiografico diplomatico militare parlamentare, si può volgere lo sguardo in due direzioni principali: lo stato delle cose e i possibili rimedi. Il lascito più evidente, e mai abbastanza discusso, è quello del fallimento dei liberali come lui, avvenuto col passaggio al fascismo del Fascio parlamentare di difesa nazionale antigiolittiano di cui Albertini fu cofondatore. Fin dall'insediamento del primo ministero Giolitti nel 1901 Albertini inizia una costante recriminazione contro "le colpe gravissime dei liberali e dei loro capi, divisi e discordi", i quali non seppero opporsi al metodo giolittiano della frantumazione delle forze parlamentari; e nel 1904 scrisse sul Corriere: "Non si può governare avendo amici tutti quanti". L'amarezza del giudizio sui liberali non riguarda soltanto la loro tattica o il costume parlamentare: sotto l'impressione di Caporetto tocca anche il loro spessore sociale: "Fu l'ambiente della borghesia quello in cui i veleni della propaganda più operarono, in cui lo spirito di sacrificio fu meno sentito, in cui non si credette mai alla convenienza della guerra ed alla fine dell'Austria, in cui si ammirò e temé soprattutto il Tedesco e si disprezzarono e odiarono gli alleati. I nostri borghesi, fatte poche eccezioni, furono sempre col Papa, con Giolitti, con Treves e Turati". Sotto l'impressione, d'altra parte, della taccia d'infamia gettata sull'Italia neutralista Albertini getta intorno a sé questo sguardo desolato: "Tutti gli uomini di governo, di Destra e di Sinistra, che non avevano veduto la procella avanzarsi, che non avevano còlto le ragioni profonde della guerra e avvertito sùbito il posto che in essa era inesorabilmente assegnato al nostro paese, tutta la vecchia Italia e la sua burocrazia, il suo esercito, la sua marina, le sue università erano nell'ipotesi migliore d'accordo con questa direttiva di cautela, di prudenza, di misura, di riguardo, quando non davano piena ragione a Giolitti col quale la maggior parte dei benpensanti conveniva".
Riguardo d'altra parte ai possibili rimedi, una prima soluzione politica che si presenta alla sua mente, proposta da "noi, poveri dottrinari", sarebbe stata "la formazione di un vasto partito costituzionale", di "una concentrazione costituzionale che rafforzasse il governo". In una seconda direzione l'autore spinse la sua attenzione espondo la possibilità di correggere i costumi della vita parlamentare in senso autoritario, ovvero plebiscitario. Le due soluzioni si accompagnano. Ciò si vede fin dal terzo capitolo del primo volume della parte prima, intitolato a L'ostruzionismo parlamentare e i decreti-legge , allorché contro "la sopraffazione delle minoranze" Albertini propugna l'istituzione del "metodo della ghigliottina adottato dalla Camera inglese". Alla caduta del secondo ministero Giolitti, Albertini scrive che "meglio secondo me avrebbe fatto Sonnino a costituire un ministero che prescindesse dai gruppi e dalle condizioni parlamentari".
In alternativa, non c'era che l'appello alla nazione. Il 24 marzo 1910 svolge "un ordine di idee che considero ancora oggi fondamentale per una migliore vita pubblica negli Stati a regime parlamentare. L'uso sapiente da parte del capo dello Stato del potere di sciogliere le assemblee elettive e di indire comizi può giovare notevolmente ad impedire o a correggere la degenerazione del costume parlamentare". E il 20 marzo 1911: "Se Giolitti non può, o non vuole il potere, ebbene quegli che dalla Camera è indicato, o dalla Corona è prescelto, abbia modo di costituirsi una sua maggioranza appellandosi eventualmente anche al paese". La validità di simili opinioni è suffragata dall'esperienza "dell'Inghilterra, ove non si ha il timore di sciogliere la Camera pochi mesi dopo che è stata eletta e di superare così ogni più delicata situazione parlamentare". Sul potere di assumere l'iniziativa dell'appello al popolo Albertini ebbe tuttavia qualche dubbio, perché altrove preferì consegnarlo in mani meno imprevedibili: "per rompere questo mal costume [instauratosi con Giolitti dopo il 1900] sarebbe stata necessaria un'azione di oppositori tanto tenaci quanto schiettamente liberali che fosse stata secondata dalla Corona mercé l'uso sapiente di consultazioni elettorali fatte a tempo opportuno e non lasciate al monopolio dell'uomo di Stato che personificava la politica di dedizione e transazione".
Una prima soluzione è dunque quella del fronte, o partito, o concentrazione costituzionale di larga maggioranza con interdizione dell'ostruzionismo. Una seconda soluzione è la libera iniziativa ministeriale di rimpasto senza interferenze parlamentari. Una mescolanza fra questa prima e seconda soluzione, con effetti assai radicali, si trova allorché Albertini descrive "la delusione che avevamo provata quando nei primi giorni della guerra si era rinunciato da Salandra a ricomporre il ministero dandogli carattere nazionale", vale a dire ad "aggregarsi tutti i partiti che avevano voluto la guerra. Un governo simile avrebbe significato la soppressione transitoria dei partiti stessi di fronte alla méta unica della nostra politica e di tutte le energie italiane". Una terza soluzione è l'appello elettorale, distinto in tre casi: per iniziativa regia, o ministeriale, o parlamentare.
In accordo con le vicende della guerra e dei suoi timidi inizi, si presentò alla mente di Albertini anche una quarta soluzione, che avrebbe esercitato un immediato effetto sulla condotta delle operazioni. Si trattò, insomma, di una 'soluzione di guerra' così giustificata: "A me sembra che, ad evitare completamente di dare l'allarme all'Austria, sarebbe stato necessario che il governo ed il capo di stato maggiore, senza attendere la fine di maggio, si fossero messi d'accordo in modo che immediatamente dopo la denuncia della Triplice la guerra fosse dichiarata dal Re con o senza la previa autorizzazione del Parlamento, della quale [autorizzazione] si era fatto a meno da Giolitti nel 1911". Il precedente giolittiano della guerra di Libia veniva così preso a modello per evitare le more di un parlamento giolittiano - ma perché la sventurata guerra di Libia, per l'appunto, aveva dimostrato che "furono le considerazioni parlamentari a prevalere su quelle puramente militari".
Non bisogna confondere l'azione con le istituzioni e la costituzione: "L'essenziale era di destreggiarsi in modo che giungessero in salvo e la guerra e le nostre libere istituzioni", in modo da non ricadere "nelle stesse morte gore di dittature sanzionate non dal Paese ma dalla degenerazione del Parlamento" - né, tantomeno, si potevano vagheggiare "assurdi colpi di Stato".  La guerra travolse i regimi militari, e i popoli retti da libere istituzioni trionfarono - "ma l'Italia soggiacque alle colpe ed alle deviazioni del parlamentarismo. (...) Il Corriere lottava per il Parlamento contro il parlamentarismo, per la libertà contro la licenza". Al di fuori di simili allegorie, Albertini volle dire che in un Parlamento che discendeva da tredici anni di regime giolittiano una "rivincita del parlamentarismo" avrebbe allora significato l'instaurazione di "una morale parlamentare speciale diversa" dalla morale della vita nazionale. Dibattendosi nell'impossibilità di trovare una successione a Sonnino (la vera anima levantina della politica interventista), uomini come Albertini concepirono l'idea che si potesse invocare l'avvento di un ministero "che ricercasse il contatto e l'intesa con gli uomini più rappresentativi delle diverse parti della Camera". Ecco dunque presentarsi alla vigilia di Caporetto una quinta soluzione estrema, di tipo direttoriale, che avrebbe potuto mettere fine alla logica degli eterni rimaneggiamenti di Orlando: un ministero formato dalle più decise personalità dei partiti interventisti - svincolate, però, dai condizionamenti dei partiti stessi, nonché dall'infezione dei costumi parlamentari. Prima fra tutte queste personalità eligende: Bissolati.
Le cose andarono diversamente: il discorso d'insediamento fu pronunciato da Orlando la sera del 23 ottobre, e l'attacco di Caporetto venne sferrato quella notte stessa. Non esiste nella storiografia su Caporetto alcuna congettura su una possibile relazione fra l'incertezza dei comandi militari e le tergiversazioni parlamentari appena concluse. Né la congettura si trova in Albertini - sebbene egli sia un maestro nel mettere in relazione le vicende militari con le vicende diplomatiche e parlamentari. È un fatto, però, che nelle sue pagine la trattazione della catastrofe di Caporetto comincia non appena terminata la narrazione di quella crisi di governo.